# Eleição federal na Alemanha Ocidental em 1953
As eleições federais na Alemanha Ocidental foram realizadas a 6 de Setembro de 1953. 
Os resultados das eleições deram uma grande vitória à União Democrata-Cristã que, somando os seus votos com os do seu partido-irmão, a União Social-Cristã, conquistou, cerca de 45% dos votos e 249 deputados, ficando a 6 deputados da maioria absoluta. Este resultado permitiu que, Konrad Adenauer, líder da União Democrata-Cristã, continuar como Chanceler, formando um governo de coligação com, além do partido-irmão a União Social-Cristã, o Partido Democrático Liberal, o Bloco dos Refugiados e Expatriados e o Partido Alemão.

## Resultados Oficiais

### Método Proporcional (Lista)
| Partido                 | Partido                            | Partido                            | Votos          | %               | +/-      | Deputados | +/-  |
| ----------------------- | ---------------------------------- | ---------------------------------- | -------------- | --------------- | -------- | --------- | ---- |
|                         |                                    | União Democrata-Cristã             | 10 016 594     | 36,36 / 100,00  | 11,17    | 67 / 267  | 43   |
|                         | União Social-Cristã                | 2 427 387                          | 8,81 / 100,00  | 2,99            | 10 / 267 | 10        |      |
| CDU/CSU                 | CDU/CSU                            | 12 443 981                         | 45,17 / 100,00 | 14,16           | 77 / 267 | 53        |      |
|                         | Partido Social-Democrata           | Partido Social-Democrata           | 7 944 943      | 28,84 / 100,00  | 0,38     | 117 / 267 | 82   |
|                         | Partido Democrático Liberal        | Partido Democrático Liberal        | 2 629 163      | 9,54 / 100,00   | 2,38     | 39 / 267  | 1    |
|                         | Bloco dos Refugiados e Expatriados | Bloco dos Refugiados e Expatriados | 1 616 953      | 5,87 / 100,00   | Novo     | 27 / 267  | Novo |
|                         | Partido Alemão                     | Partido Alemão                     | 896 128        | 3,25 / 100,00   | 0,71     | 5 / 267   | 7    |
|                         | Partido Comunista da Alemanha      | Partido Comunista da Alemanha      | 607 860        | 2,21 / 100,00   | 3,53     | 0 / 267   | 15   |
|                         | Partido da Baviera                 | Partido da Baviera                 | 465 641        | 1,69 / 100,00   | 2,47     | 0 / 267   | 6    |
|                         | Partido do Reich Alemão            | Partido do Reich Alemão            | 295 739        | 1,07 / 100,00   | 0,74     | 0 / 267   | 5    |
|                         | Partido do Centro Alemão           | Partido do Centro Alemão           | 217 078        | 0,79 / 100,00   | 2,28     | 2 / 267   | 8    |
|                         | Outros partidos                    | Outros partidos                    | 433 786        | 1,57 / 100,00   |          | 0 / 267   |      |
| Votos inválidos         | Votos inválidos                    | Votos inválidos                    | 928 278        | 3,26 / 100,00   | 0,14     |           |      |
| Total                   | Total                              | Total                              | 28 479 550     | 100,00 / 100,00 |          | 267 / 267 | 107  |
| Eleitorado/Participação | Eleitorado/Participação            | Eleitorado/Participação            | 33 120 940     | 85,99 / 100,00  | 7,50     |           |      |

### Método Uninominal (Distrito)
| Partido                 | Partido                            | Partido                            | Votos          | %               | Deputados | +/-     |
| ----------------------- | ---------------------------------- | ---------------------------------- | -------------- | --------------- | --------- | ------- |
|                         |                                    | União Democrata-Cristã             | 9 577 659      | 34,80 / 100,00  | 130 / 242 | 39      |
|                         | União Social-Cristã                | 2 450 286                          | 8,90 / 100,00  | 42 / 242        | 18        |         |
| CDU/CSU                 | CDU/CSU                            | 12 027 945                         | 43,71 / 100,00 | 172 / 242       | 57        |         |
|                         | Partido Social-Democrata           | Partido Social-Democrata           | 8 131 257      | 29,55 / 100,00  | 45 / 242  | 51      |
|                         | Partido Democrático Liberal        | Partido Democrático Liberal        | 2 967 566      | 10,78 / 100,00  | 14 / 242  | 2       |
|                         | Bloco dos Refugiados e Expatriados | Bloco dos Refugiados e Expatriados | 1 613 215      | 5,86 / 100,00   | 0 / 242   | Novo    |
|                         | Partido Alemão                     | Partido Alemão                     | 1 073 031      | 3,90 / 100,00   | 10 / 242  | 5       |
|                         | Partido Comunista da Alemanha      | Partido Comunista da Alemanha      | 611 317        | 2,22 / 100,00   | 0 / 242   | Estável |
|                         | Partido da Baviera                 | Partido da Baviera                 | 399 070        | 1,45 / 100,00   | 0 / 242   | 11      |
|                         | Partido do Centro Alemão           | Partido do Centro Alemão           | 55 835         | 0,20 / 100,00   | 1 / 242   | 1       |
|                         | Outros                             | Outros                             | 640 524        | 2,32 / 100,00   | 0 / 242   |         |
| Votos inválidos         | Votos inválidos                    | Votos inválidos                    | 959 790        |                 |           |         |
| Total                   | Total                              | Total                              | 28 479 550     | 100,00 / 100,00 | 242 / 242 |         |
| Eleitorado/Participação | Eleitorado/Participação            | Eleitorado/Participação            | 33 120 940     | 85,99 / 100,00  |           |         |

### Total de Deputados
| Partido                 | Partido                            | Partido                            | Deputados | Deputados |
| Partido                 | Partido                            | Partido                            | Deputados | +/-       |
| ----------------------- | ---------------------------------- | ---------------------------------- | --------- | --------- |
|                         |                                    | União Democrata-Cristã             | 197 / 509 | 82        |
|                         | União Social-Cristã                | 52 / 509                           | 28        |           |
| CDU/CSU                 | CDU/CSU                            | 249 / 509                          | 110       |           |
|                         | Partido Social-Democrata           | Partido Social-Democrata           | 162 / 509 | 31        |
|                         | Partido Democrático Liberal        | Partido Democrático Liberal        | 53 / 509  | 1         |
|                         | Bloco dos Refugiados e Expatriados | Bloco dos Refugiados e Expatriados | 27 / 509  | Novo      |
|                         | Partido Alemão                     | Partido Alemão                     | 15 / 509  | 2         |
|                         | Partido do Centro Alemão           | Partido do Centro Alemão           | 3 / 509   | 7         |
| Votos inválidos         |                                    |                                    |           |           |
| Total                   | Total                              | Total                              | 509       | 107       |
| Eleitorado/Participação |                                    |                                    |           |           |

## Resultados por Estado federal
A tabela apresenta os resultados no método proporcional dos partidos que elegeram deputados:
| Estado                     | %       | D       | %    | D   | %    | D   | %    | D   | %    | D  | %   | D   | D   | Votantes   |
| Estado                     | CDU CSU | CDU CSU | SPD  | SPD | FDP  | FDP | BHE  | BHE | DP   | DP | DZP | DZP | D   | Votantes   |
| -------------------------- | ------- | ------- | ---- | --- | ---- | --- | ---- | --- | ---- | -- | --- | --- | --- | ---------- |
| Estado                     |         |         |      |     |      |     |      |     |      |    |     |     | D   | Votantes   |
| Baden-Württemberg          | 52,4    | 38      | 23,0 | 16  | 12,7 | 9   | 5,4  | 3   | 1,6  | 1  | -   | -   | 67  | 3 710 253  |
| Baixa Saxônia              | 35,2    | 25      | 30,1 | 21  | 6,9  | 5   | 10,8 | 7   | 11,9 | 8  | -   | -   | 66  | 3 894 742  |
| Baviera                    | 47,8    | 52      | 23,3 | 25  | 6,2  | 6   | 8,2  | 8   | 0,9  | -  | -   | -   | 91  | 5 263 817  |
| Berlim Ocidental (Nota)    | 24,7    | 6       | 44,7 | 11  | 23,1 | 5   | 2,2  | -   | 3,7  | -  | -   | -   | 22  | 1 504 580  |
| Bremen                     | 24,8    | 2       | 39,0 | 3   | 7,5  | -   | 3,3  | -   | 17,0 | 1  | -   | -   | 6   | 367 920    |
| Hamburgo                   | 36,7    | 7       | 38,1 | 7   | 10,3 | 2   | 2,5  | -   | 5,9  | 2  | -   | -   | 18  | 1 085 279  |
| Hesse                      | 33,2    | 15      | 33,7 | 16  | 19,7 | 9   | 6,4  | 3   | 2,8  | 1  | -   | -   | 44  | 2 672 103  |
| Renânia do Norte-Vestfália | 48,9    | 72      | 31,9 | 47  | 8,5  | 12  | 2,7  | 3   | 1,0  | 1  | 2,7 | 3   | 138 | 8 250 961  |
| Renânia-Palatinado         | 52,1    | 18      | 27,2 | 9   | 12,1 | 4   | 1,5  | -   | 1,1  | -  | -   | -   | 31  | 1 842 707  |
| Schleswig-Holstein         | 47,1    | 14      | 26,5 | 7   | 4,5  | 1   | 11,6 | 3   | 4,0  | 1  | -   | -   | 26  | 1 391 768  |
| Alemanha Ocidental         | 45,2    | 249     | 28,8 | 162 | 9,5  | 53  | 5,9  | 27  | 3,3  | 15 | 0,7 | 3   | 509 | 28 479 550 |

Nota: Berlim Ocidental, oficialmente, não integrava a Alemanha Ocidental e, como tal, os seus deputados eram eleitos conformes os resultados das eleições regionais que correspondiam ao período das eleições federais alemãs.

#### Baden-Württemberg
| Partido                 | Partido                            | Distrito Eleitoral | Distrito Eleitoral | Lista de Partido | Lista de Partido | Deputados |
| Partido                 | Partido                            | Votos              | %                  | Votos            | %                | Deputados |
| ----------------------- | ---------------------------------- | ------------------ | ------------------ | ---------------- | ---------------- | --------- |
|                         | União Democrata-Cristã             | 1 839 014          | 51,1 / 100,0       | 1 881 874        | 52,4 / 100,0     | 38 / 67   |
|                         | Partido Social-Democrata           | 843 299            | 23,4 / 100,0       | 825 704          | 23,0 / 100,0     | 16 / 67   |
|                         | Partido Democrático Liberal        | 502 041            | 13,9 / 100,0       | 455 535          | 12,7 / 100,0     | 9 / 67    |
|                         | Bloco dos Refugiados e Expatriados | 193 207            | 5,4 / 100,0        | 193 532          | 5,4 / 100,0      | 3 / 67    |
|                         | Partido Comunista                  | 82 673             | 2,3 / 100,0        | 81 635           | 2,3 / 100,0      | 0 / 67    |
|                         | Partido Alemão                     | 42 859             | 1,2 / 100,0        | 56 268           | 1,6 / 100,0      | 1 / 67    |
|                         | Partido Popular de Toda Alemanha   | 45 892             | 1,3 / 100,0        | 55 616           | 1,5 / 100,0      | 0 / 67    |
|                         | Organização Nacional Alemã         | 34 140             | 0,9 / 100,0        | 37 967           | 1,1 / 100,0      | 0 / 67    |
|                         | Outros partidos                    | 18 003             | 0,5 / 100,0        |                  |                  | 0 / 67    |
| Votos inválidos         | Votos inválidos                    | 109 125            | 2,9 / 100,0        | 122 122          | 3,3 / 100,0      |           |
| Total                   | Total                              | 3 710 253          | 100,0 / 100,0      | 3 710 253        | 100,0 / 100,0    | 67 / 67   |
| Eleitorado/Participação | Eleitorado/Participação            | 4 536 755          | 81,8 / 100,0       | 4 536 755        | 81,8 / 100,0     |           |

#### Baixa Saxónia
| Partido                 | Partido                            | Distrito Eleitoral | Distrito Eleitoral | Lista de Partido | Lista de Partido | Lista de Partido | Deputados | +/-     |
| Partido                 | Partido                            | Votos              | %                  | Votos            | %                | +/-              | Deputados | +/-     |
| ----------------------- | ---------------------------------- | ------------------ | ------------------ | ---------------- | ---------------- | ---------------- | --------- | ------- |
|                         | União Democrata-Cristã             | 1 049 883          | 28,0 / 100,0       | 1 330 982        | 35,2 / 100,0     | 17,6             | 25 / 66   | 13      |
|                         | Partido Social-Democrata           | 1 162 311          | 31,0 / 100,0       | 1 136 522        | 30,1 / 100,0     | 3,3              | 21 / 66   | 3       |
|                         | Partido Alemão                     | 619 275            | 16,5 / 100,0       | 449 203          | 11,9 / 100,0     | 5,9              | 8 / 66    | 4       |
|                         | Bloco dos Refugiados e Expatriados | 432 646            | 11,5 / 100,0       | 406 971          | 10,8 / 100,0     | Novo             | 7 / 66    | Novo    |
|                         | Partido Democrático Liberal        | 308 663            | 8,2 / 100,0        | 260 894          | 6,9 / 100,0      | 0,6              | 5 / 66    | Estável |
|                         | Partido do Reich Alemão            | 112 037            | 3,0 / 100,0        | 132 057          | 3,5 / 100,0      | 4,6              | 0 / 66    | 5       |
|                         | Partido Comunista                  | 40 315             | 1,1 / 100,0        | 40 091           | 1,1 / 100,0      | 2,0              | 0 / 66    | Estável |
|                         | Outros partidos                    | 23 905             | 0,6 / 100,0        | 23 876           | 0,6 / 100,0      |                  | 0 / 66    |         |
| Votos inválidos         | Votos inválidos                    | 145 707            | 3,7 / 100,0        | 114 146          | 2,9 / 100,0      | 0,7              |           |         |
| Total                   | Total                              | 3 894 742          | 100,0 / 100,0      | 3 894 742        | 100,0 / 100,0    |                  | 66 / 66   | 8       |
| Eleitorado/Participação | Eleitorado/Participação            | 4 388 818          | 88,7 / 100,0       | 4 388 818        | 88,7 / 100,0     | 11,0             |           |         |

#### Baviera
| Partido                 | Partido                            | Distrito Eleitoral | Distrito Eleitoral | Lista de Partido | Lista de Partido | Lista de Partido | Deputados | +/-     |
| Partido                 | Partido                            | Votos              | %                  | Votos            | %                | +/-              | Deputados | +/-     |
| ----------------------- | ---------------------------------- | ------------------ | ------------------ | ---------------- | ---------------- | ---------------- | --------- | ------- |
|                         | União Social-Cristã                | 2 450 286          | 48,3 / 100,0       | 2 427 387        | 47,8 / 100,0     | 18,6             | 52 / 91   | 28      |
|                         | Partido Social-Democrata           | 1 214 391          | 23,9 / 100,0       | 1 184 262        | 23,3 / 100,0     | 0,6              | 25 / 91   | 7       |
|                         | Partido da Baviera                 | 399 070            | 7,9 / 100,0        | 465 641          | 9,2 / 100,0      | 11,7             | 0 / 91    | 17      |
|                         | Bloco dos Refugiados e Expatriados | 416 016            | 8,2 / 100,0        | 417 953          | 8,2 / 100,0      | Novo             | 8 / 91    | Novo    |
|                         | Partido Democrático Liberal        | 369 442            | 7,3 / 100,0        | 315 494          | 6,2 / 100,0      | 2,3              | 6 / 91    | 1       |
|                         | Partido Comunista                  | 83 600             | 1,6 / 100,0        | 81 542           | 1,6 / 100,0      | 2,5              | 0 / 91    | Estável |
|                         | Partido do Reich Alemão            | 42 968             | 0,8 / 100,0        | 78 162           | 1,5 / 100,0      | -                | 0 / 91    | -       |
|                         | Outros partidos                    | 97 872             | 1,9 / 100,0        | 103 115          | 2,1 / 100,0      |                  | 0 / 91    |         |
| Votos inválidos         | Votos inválidos                    | 190 172            | 3,6 / 100,0        | 190 261          | 3,6 / 100,0      | 1,0              |           |         |
| Total                   | Total                              | 5 263 817          | 100,0 / 100,0      | 5 263 817        | 100,0 / 100,0    |                  | 91 / 91   | 13      |
| Eleitorado/Participação | Eleitorado/Participação            | 6 134 820          | 85,8 / 100,0       | 6 134 820        | 85,8 / 100,0     | 4,7              |           |         |

Berlim Ocidental
| Partido                 | Partido                            | Votos     | %             | Deputados |
| ----------------------- | ---------------------------------- | --------- | ------------- | --------- |
|                         | Partido Social-Democrata           | 654 211   | 44,7 / 100,0  | 11 / 22   |
|                         | União Democrata-Cristã             | 361 050   | 24,7 / 100,0  | 6 / 22    |
|                         | Partido Democrático Liberal        | 337 589   | 23,1 / 100,0  | 5 / 22    |
|                         | Partido Alemão                     | 53 810    | 3,7 / 100,0   | 0 / 22    |
|                         | Bloco dos Refugiados e Expatriados | 31 918    | 2,2 / 100,0   | 0 / 22    |
|                         | Outros                             | 25 892    | 1,8 / 100,0   | 0 / 22    |
| Votos Inválidos         | Votos Inválidos                    | 40 110    |               |           |
| Total                   | Total                              | 1 504 580 | 100,0 / 100,0 | 22 / 22   |
| Eleitorado/Participação | Eleitorado/Participação            | 1 664 221 | 90,4 / 100,0  |           |

#### Bremen
| Partido                 | Partido                            | Distrito Eleitoral | Distrito Eleitoral | Lista de Partido | Lista de Partido | Lista de Partido | Deputados | +/-     |
| Partido                 | Partido                            | Votos              | %                  | Votos            | %                | +/-              | Deputados | +/-     |
| ----------------------- | ---------------------------------- | ------------------ | ------------------ | ---------------- | ---------------- | ---------------- | --------- | ------- |
|                         | Partido Social-Democrata           | 141 596            | 39,4 / 100,0       | 138 846          | 39,0 / 100,0     | 4,6              | 3 / 6     | Estável |
|                         | União Democrata-Cristã             | 85 669             | 23,8 / 100,0       | 88 456           | 24,8 / 100,0     | 7,9              | 2 / 6     | 1       |
|                         | Partido Alemão                     | 63 993             | 17,8 / 100,0       | 60 464           | 17,0 / 100,0     | 1,0              | 1 / 6     | Estável |
|                         | Partido Democrático Liberal        | 28 169             | 7,8 / 100,0        | 26 777           | 7,5 / 100,0      | 5,4              | 0 / 6     | Estável |
|                         | Partido Comunista                  | 13 992             | 3,9 / 100,0        | 13 885           | 3,9 / 100,0      | 2,9              | 0 / 6     | Estável |
|                         | Bloco dos Refugiados e Expatriados | 11 317             | 3,1 / 100,0        | 11 604           | 3,3 / 100,0      | Novo             | 0 / 6     | Novo    |
|                         | Partido do Reich Alemão            | 10 179             | 2,8 / 100,0        | 10 552           | 3,0 / 100,0      | -                | 0 / 6     | -       |
|                         | Partido Popular de Toda Alemanha   | 4 917              | 1,4 / 100,0        | 5 616            | 1,6 / 100,0      | Novo             | 0 / 6     | Novo    |
| Votos inválidos         | Votos inválidos                    | 8 088              | 2,2 / 100,0        | 11 720           | 3,2 / 100,0      | 0,9              |           |         |
| Total                   | Total                              | 367 920            | 100,0 / 100,0      | 367 920          | 100,0 / 100,0    |                  | 6 / 6     | 1       |
| Eleitorado/Participação | Eleitorado/Participação            | 420 958            | 87,4 / 100,0       | 420 958          | 87,4 / 100,0     | 5,5              |           |         |

#### Hamburgo
| Partido                 | Partido                            | Distrito Eleitoral | Distrito Eleitoral | Lista de Partido | Lista de Partido | Lista de Partido | Deputados | +/-     |
| Partido                 | Partido                            | Votos              | %                  | Votos            | %                | +/-              | Deputados | +/-     |
| ----------------------- | ---------------------------------- | ------------------ | ------------------ | ---------------- | ---------------- | ---------------- | --------- | ------- |
|                         | Partido Social-Democrata           | 416 865            | 39,8 / 100,0       | 403 410          | 38,1 / 100,0     | 1,5              | 7 / 18    | 1       |
|                         | União Democrata-Cristã             | 215 376            | 20,6 / 100,0       | 389 335          | 36,7 / 100,0     | 17,0             | 7 / 18    | 4       |
|                         | Partido Democrático Liberal        | 186 964            | 17,8 / 100,0       | 108 722          | 10,3 / 100,0     | 5,5              | 2 / 18    | Estável |
|                         | Partido Alemão                     | 120 958            | 11,5 / 100,0       | 62 123           | 5,9 / 100,0      | 7,2              | 2 / 18    | 1       |
|                         | Partido Comunista                  | 41 108             | 3,9 / 100,0        | 40 278           | 3,8 / 100,0      | 4,7              | 0 / 18    | 1       |
|                         | Bloco dos Refugiados e Expatriados | 31 348             | 3,0 / 100,0        | 26 133           | 2,5 / 100,0      | Novo             | 0 / 18    | Novo    |
|                         | Partido do Reich Alemão            | 22 169             | 2,1 / 100,0        | 17 101           | 1,6 / 100,0      | 0,4              | 0 / 18    | Estável |
|                         | Partido Popular de Toda Alemanha   | 13 160             | 1,3 / 100,0        | 12 881           | 1,2 / 100,0      | Novo             | 0 / 18    |         |
| Votos inválidos         | Votos inválidos                    | 37 601             | 3,5 / 100,0        | 25 296           | 2,3 / 100,0      | Estável          |           |         |
| Total                   | Total                              | 1 085 279          | 100,0 / 100,0      | 1 085 279        | 100,0 / 100,0    |                  | 18 / 18   | 5       |
| Eleitorado/Participação | Eleitorado/Participação            | 1 241 880          | 87,4 / 100,0       | 1 241 880        | 87,4 / 100,0     | 6,2              |           |         |

#### Hesse
| Partido                 | Partido                            | Distrito Eleitoral | Distrito Eleitoral | Lista de Partido | Lista de Partido | Lista de Partido | Deputados | +/-  |
| Partido                 | Partido                            | Votos              | %                  | Votos            | %                | +/-              | Deputados | +/-  |
| ----------------------- | ---------------------------------- | ------------------ | ------------------ | ---------------- | ---------------- | ---------------- | --------- | ---- |
|                         | Partido Social-Democrata           | 889 040            | 34,5 / 100,0       | 862 701          | 33,7 / 100,0     | 1,6              | 16 / 44   | 3    |
|                         | União Democrata-Cristã             | 760 423            | 29,5 / 100,0       | 849 125          | 33,2 / 100,0     | 11,8             | 15 / 44   | 6    |
|                         | Partido Democrático Liberal        | 610 534            | 23,7 / 100,0       | 502 548          | 19,7 / 100,0     | 8,4              | 9 / 44    | 3    |
|                         | Bloco dos Refugiados e Expatriados | 153 882            | 6,0 / 100,0        | 163 499          | 6,4 / 100,0      | Novo             | 3 / 44    | Novo |
|                         | Partido Alemão                     | 55 223             | 2,1 / 100,0        | 70 704           | 2,8 / 100,0      | -                | 1 / 44    | -    |
|                         | Partido Comunista                  | 64 130             | 2,5 / 100,0        | 63 937           | 2,5 / 100,0      | 4,2              | 0 / 44    | 2    |
|                         | Partido Popular de Toda Alemanha   | 39 949             | 1,5 / 100,0        | 44 438           | 1,7 / 100,0      | Novo             | 0 / 44    | Novo |
|                         | Outros partidos                    | 4 352              | 0,2 / 100,0        |                  |                  |                  | 0 / 44    |      |
| Votos inválidos         | Votos inválidos                    | 94 570             | 3,5 / 100,0        | 115 151          | 4,3 / 100,0      | 1,0              |           |      |
| Total                   | Total                              | 2 672 103          | 100,0 / 100,0      | 2 672 103        | 100,0 / 100,0    |                  | 44 / 44   | 8    |
| Eleitorado/Participação | Eleitorado/Participação            | 3 081 783          | 86,7 / 100,0       | 3 081 783        | 86,7 / 100,0     | 9,4              |           |      |

#### Renânia do Norte-Vestfália
| Partido                 | Partido                            | Distrito Eleitoral | Distrito Eleitoral | Lista de Partido | Lista de Partido | Lista de Partido | Deputados | +/-  |
| Partido                 | Partido                            | Votos              | %                  | Votos            | %                | +/-              | Deputados | +/-  |
| ----------------------- | ---------------------------------- | ------------------ | ------------------ | ---------------- | ---------------- | ---------------- | --------- | ---- |
|                         | União Democrata-Cristã             | 4 034 990          | 50,5 / 100,0       | 3 915 320        | 48,9 / 100,0     | 12,3             | 72 / 138  | 29   |
|                         | Partido Social-Democrata           | 2 609 048          | 32,6 / 100,0       | 2 553 014        | 31,9 / 100,0     | 0,5              | 47 / 138  | 10   |
|                         | Partido Democrático Liberal        | 683 465            | 8,5 / 100,0        | 682 902          | 8,5 / 100,0      | 0,1              | 12 / 138  | 2    |
|                         | Partido Comunista                  | 227 366            | 2,8 / 100,0        | 228 592          | 2,9 / 100,0      | 4,7              | 0 / 138   | 9    |
|                         | Partido do Centro Alemão           | 55 835             | 0,7 / 100,0        | 217 078          | 2,7 / 100,0      | 6,2              | 3 / 138   | 7    |
|                         | Bloco dos Refugiados e Expatriados | 203 203            | 2,5 / 100,0        | 213 951          | 2,7 / 100,0      | Novo             | 3 / 138   | Novo |
|                         | Partido Popular de Toda Alemanha   | 105 099            | 1,3 / 100,0        | 117 538          | 1,5 / 100,0      | Novo             | 0 / 138   | Novo |
|                         | Partido Alemão                     | 69 067             | 0,9 / 100,0        | 80 034           | 1,0 / 100,0      | -                | 1 / 138   | -    |
|                         | Outros partidos                    | 6 613              | 0,1 / 100,0        |                  |                  |                  | 0 / 138   |      |
| Votos inválidos         | Votos inválidos                    | 256 275            | 3,1 / 100,0        | 242 532          | 2,9 / 100,0      | 0,2              |           |      |
| Total                   | Total                              | 8 250 961          | 100,0 / 100,0      | 8 250 961        | 100,0 / 100,0    |                  | 138 / 138 | 29   |
| Eleitorado/Participação | Eleitorado/Participação            | 9 599 109          | 86,0 / 100,0       | 9 599 109        | 86,0 / 100,0     | 6,4              |           |      |

#### Renânia-Palatinado
| Partido                 | Partido                            | Distrito Eleitoral | Distrito Eleitoral | Lista de Partido | Lista de Partido | Lista de Partido | Deputados | +/-     |
| Partido                 | Partido                            | Votos              | %                  | Votos            | %                | +/-              | Deputados | +/-     |
| ----------------------- | ---------------------------------- | ------------------ | ------------------ | ---------------- | ---------------- | ---------------- | --------- | ------- |
|                         | União Democrata-Cristã             | 925 829            | 52,5 / 100,0       | 924 932          | 52,1 / 100,0     | 3,1              | 18 / 31   | 5       |
|                         | Partido Social-Democrata           | 493 443            | 28,0 / 100,0       | 482 686          | 27,2 / 100,0     | 1,4              | 9 / 31    | 2       |
|                         | Partido Democrático Liberal        | 226 874            | 12,9 / 100,0       | 214 805          | 12,1 / 100,0     | 3,7              | 4 / 31    | Estável |
|                         | Partido do Reich Alemão            |                    |                    | 45 073           | 2,5 / 100,0      | -                | 0 / 31    | -       |
|                         | Partido Comunista                  | 41 723             | 2,4 / 100,0        | 41 090           | 2,3 / 100,0      | 3,9              | 0 / 31    | 1       |
|                         | Bloco dos Refugiados e Expatriados | 25 744             | 1,5 / 100,0        | 26 210           | 1,5 / 100,0      | Novo             | 0 / 31    | Novo    |
|                         | Partido Popular de Toda Alemanha   | 19 077             | 1,1 / 100,0        | 20 836           | 1,2 / 100,0      | Novo             | 0 / 31    | Novo    |
|                         | Partido Alemão                     | 22 938             | 1,3 / 100,0        | 19 731           | 1,1 / 100,0      | -                | 0 / 31    | -       |
|                         | Outros partidos                    | 6 417              | 0,3 / 100,0        |                  |                  |                  | 0 / 31    |         |
| Votos inválidos         | Votos inválidos                    | 80 662             | 4,4 / 100,0        | 67 344           | 3,7 / 100,0      | 1,7              |           |         |
| Total                   | Total                              | 1 842 707          | 100,0 / 100,0      | 1 842 707        | 100,0 / 100,0    |                  | 31 / 31   | 6       |
| Eleitorado/Participação | Eleitorado/Participação            | 2 143 337          | 86,0 / 100,0       | 2 143 337        | 86,0 / 100,0     | 6,4              |           |         |

#### Schleswig-Holstein
| Partido                 | Partido                                   | Distrito Eleitoral | Distrito Eleitoral | Lista de Partido | Lista de Partido | Lista de Partido | Deputados | +/-     |
| Partido                 | Partido                                   | Votos              | %                  | Votos            | %                | +/-              | Deputados | +/-     |
| ----------------------- | ----------------------------------------- | ------------------ | ------------------ | ---------------- | ---------------- | ---------------- | --------- | ------- |
|                         | União Democrata-Cristã                    | 666 475            | 49,2 / 100,0       | 636 570          | 47,1 / 100,0     | 16,4             | 14 / 26   | 6       |
|                         | Partido Social-Democrata                  | 361 264            | 26,7 / 100,0       | 357 798          | 26,5 / 100,0     | 3,1              | 7 / 26    | 1       |
|                         | Bloco dos Refugiados e Expatriados        | 145 852            | 10,8 / 100,0       | 157 100          | 11,6 / 100,0     | Novo             | 3 / 26    | Novo    |
|                         | Partido Democrático Liberal               | 51 684             | 3,8 / 100,0        | 61 486           | 4,5 / 100,0      | 2,9              | 1 / 26    | 1       |
|                         | Partido Alemão                            | 45 359             | 3,3 / 100,0        | 54 170           | 4,0 / 100,0      | 8,1              | 1 / 26    | 2       |
|                         | Federação de Votantes de Schleswig do Sul | 44 339             | 3,3 / 100,0        | 44 585           | 3,3 / 100,0      | 2,1              | 0 / 26    | 1       |
|                         | Partido Comunista                         | 16 410             | 1,2 / 100,0        | 16 810           | 1,2 / 100,0      | 1,9              | 0 / 26    | Estável |
|                         | Outros partidos                           | 22 795             | 1,7 / 100,0        | 23 543           | 1,7 / 100,0      |                  | 0 / 26    |         |
| Votos inválidos         | Votos inválidos                           | 37 590             | 2,7 / 100,0        | 39 706           | 2,9 / 100,0      | 0,6              |           |         |
| Total                   | Total                                     | 1 391 768          | 100,0 / 100,0      | 1 391 768        | 100,0 / 100,0    |                  | 26 / 26   | 3       |
| Eleitorado/Participação | Eleitorado/Participação                   | 1 573 480          | 88,5 / 100,0       | 1 573 480        | 88,5 / 100,0     | 5,8              |           |         |